# INS Vikrant (2013)
Pour les autres navires du même nom, voir INS Vikrant.
L’INS Vikrant est un porte-avions de la marine indienne mis en service en septembre 2022. Construit par le chantier naval de Cochin à Cochin, dans l'État du Kerala, pour la marine indienne. C'est le premier porte-avions construit en Inde, (il fut ainsi également appelé pendant sa construction Indigenous Aircraft Carrier 1 ou IAC-1). Il reprend le nom du tout premier porte-avions indien en service entre 1961 et 1997 et  qui s'était illustré pendant la Troisième guerre indo-pakistanaise. Le nom Vikrant (du sanskrit vikrānta, littéralement « marcher au-delà ») signifie « courageux ». La devise du navire est Jayema Sam Yudhi Sprdhah, extrait du Rig-Véda pouvant se traduire par « Je défais ceux qui se battent contre moi ». 
Les travaux de conception commencent en 1999 et la pose de la quille est effectuée le 28 février 2009. Le porte-avions quitte une première fois sa cale sèche le 29 décembre 2011, et il est officiellement mis à l'eau le 12 août 2013. Il était initialement prévu que le navire entre en service en 2017, mais il commence ses essais en mer seulement le 4 août 2021. Il est complètement opérationnel en 2024 lorsqu'il reçoit sa flottille d'avions, des HAL Tejas. La marine indienne a également sélectionné le Rafale Marine qui arrivera courant 2028.

## Contexte
En 1989, l’Inde annonce son intention de remplacer ses porte-avions vieillissants construits au Royaume-Uni, les INS Vikrant et Viraat, par deux nouveaux Air Defence Ships (« navire de défense aérienne ») (ADS) de 28 000 tonnes, embarquant des Sea Harrier. Le premier doit remplacer l'INS Vikrant, qu’il est prévu de désarmer en 1997. Il est prévu que la construction du premier ADS commence en 1993 au chantier naval Cochin Shipyard Limited (CSL) de Cochin, après que l’Organisation de conception navale indienne a transformé cette étude de conception en modèle de production. À la suite de la crise économique de 1991, le projet de construction des navires est suspendu indéfiniment.
En 1999, le ministre de la Défense George Fernandes relance le projet et autorise la construction d’un ADS. Étant donné l’obsolescence des Sea Harrier, la lettre d'intention porte sur un navire capable d’accueillir des chasseurs à réaction plus modernes. En 2001, CSL publie une vue d'artiste présentant un modèle STOBAR de 32 000 tonnes, avec un pont d'envol se terminant par un tremplin prononcé. Le projet de porte-avions reçoit l’approbation officielle du gouvernement en janvier 2003. À cette date, le projet modifié porte sur un navire de 37 500 tonnes destiné à embarquer des MiG-29K. L’Inde opte pour une flotte de trois porte-avions, lui permettant d’avoir un groupe aéronaval sur chacune de ses deux façades maritimes, avec un troisième en réserve, afin de protéger en permanence ses flancs, ses intérêts économiques et le trafic marchand, ainsi que de fournir des plates-formes humanitaires en cas de catastrophe, chaque porte-avions pouvant fournir un approvisionnement autonome en eau douce, une assistance médicale ou une expertise en ingénierie aux populations ayant besoin d'assistance.
En août 2006, l’amiral Arun Prakash, alors chef d'état-major de la marine, déclare que le nom du projet passe de Air Defence Ship (« Navire de défense aérienne ») (ADS) à Indigenous Aircraft Carrier (« Porte-avions [de conception] nationale ») (IAC), ADS étant un euphémisme adopté durant la phase de conception pour limiter les craintes de course aux armements. Les dernières versions du projet voient le déplacement du porte-avions passer de 37 500 à plus de 40 000 tonnes. La longueur du navire passe également de 252 à plus de 260 mètres.
Le coût du projet a grimpé à 2,8 milliards de $ en 2014, et en 2021 ce coût est révisé à 13 fois l'estimé initial, soit 3 milliards de $ et avec 12 ans de retard[réf. obsolète].

## Conception

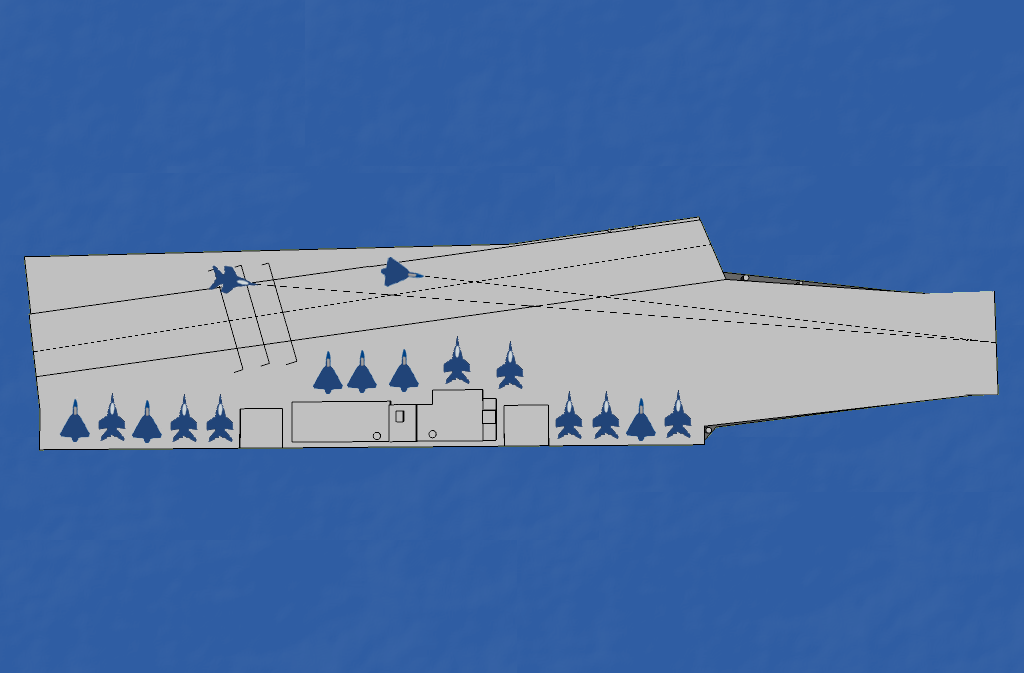
Schéma du plan de pont du Vikrant.

Le Vikrant mesure 262 mètres de long, 60 mètres de large et son déplacement s’élève à environ 39 000 tonnes. Il compte 14 niveaux et 2 300 compartiments. Il présente une configuration STOBAR avec tremplin. Le pont est conçu pour permettre l’emploi d’appareils tels que le MiG-29K. Le groupe aérien embarqué est prévu pour compter jusqu’à trente aéronefs, comprenant jusqu’à vingt-six avions de combat, et dix hélicoptères de type Kamov Ka-31 ou Westland WS-61 Sea King. Le Ka-31 est envisagé pour remplir les fonctions de système de détection et de commandement aéroporté et le Sea King pour la lutte anti-sous-marine,.
Le Vikrant est propulsé par quatre turbines à gaz General Electric LM2500 + actionnant deux lignes d’arbre, pour une puissance générée de plus de 80 Mégawatts. Les réducteurs sont conçus et fournis par Elecon Engineering,,.

### Groupe aérien embarqué

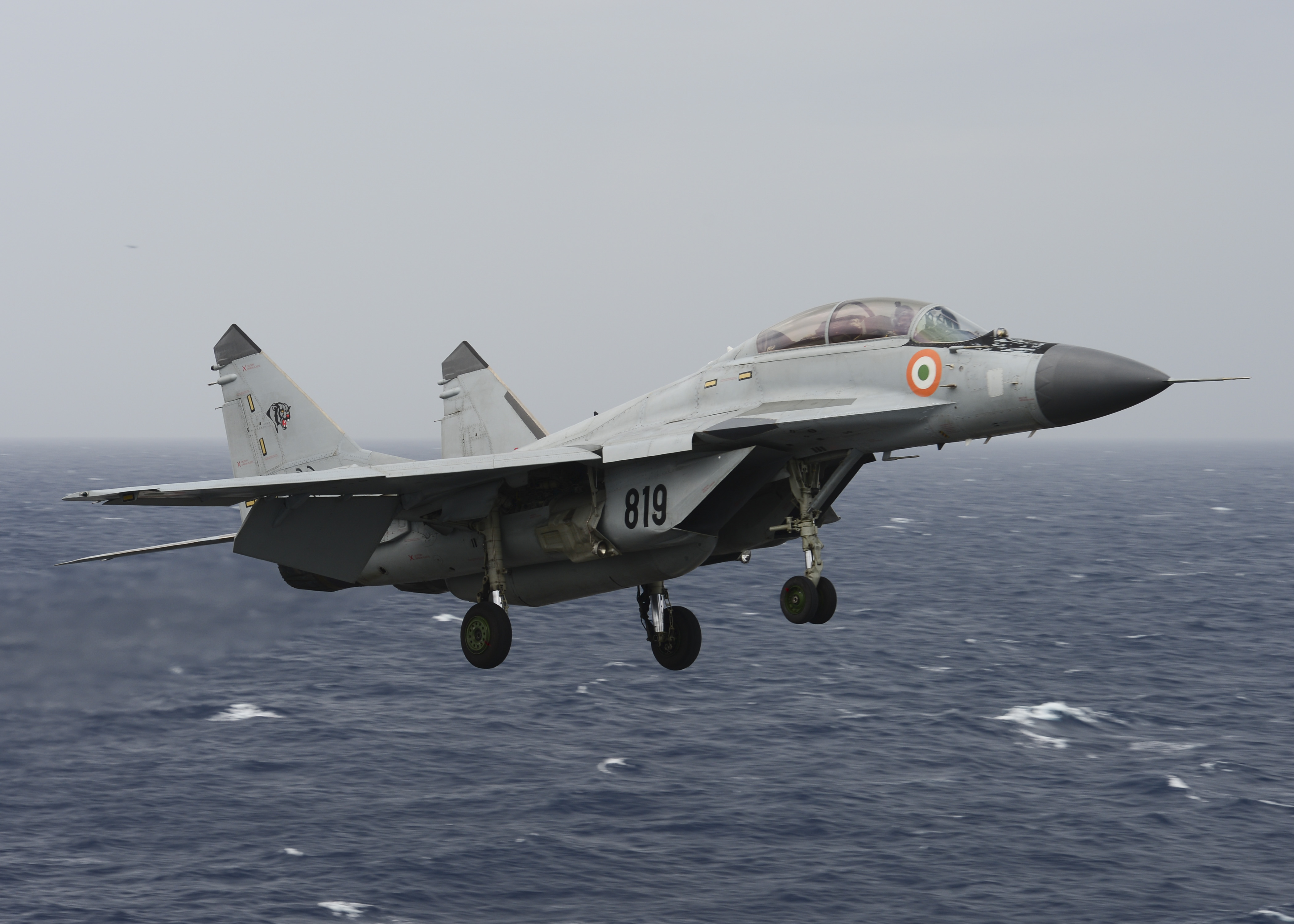
MIG-29K Fulcrum de la Marine indienne

Plusieurs modèles d’avions sont envisagés par l’Inde pour être embarqués sur l’INS Vikramaditya et le Vikrant. Le choix du Soukhoï Su-33 est d’abord étudié, mais c’est finalement le Mikoyan-Gourevitch MiG-29K, plus léger, qui est sélectionné, du fait de la taille réduite du Vikramaditya et de l’absence de catapulte sur celui-ci. Le 18 janvier 2010, l’Inde et la Russie annoncent se préparer à signer un accord pour la vente de 29 MiG-29K destinés au futur porte-avions. En outre, la marine indienne indique avoir signé un accord d’achat de six exemplaires de la variante navale du HAL Tejas. En juin 2012, Flight Global indique que la marine indienne envisageait d'utiliser le Rafale M sur ses porte-avions.
En décembre 2016, la marine annonce que le HAL Tejas est trop lourd pour être utilisé sur porte-avions,. Entrent alors en compétition Boeing et Dassault Aviation qui proposent respectivement le F/A-18E/F Super Hornet et le Rafale Marine. Les deux modèles sont testés et évalués à la base aéronavale de Hansa près de Goa, notamment pour vérifier leur aptitude à décoller avec un tremplin et sans catapulte. Le 13 juillet 2023, ministère indien de la Défense annonce son choix en faveur du Rafale dans sa version Marine. Un accord de principe portant sur la fourniture de 26 Rafale Marine est signé dans la foulée.

## Construction
Le Vikrant est le premier porte-avions conçu par la Direction de la conception navale de la marine indienne et le premier navire de guerre construit par Cochin Shipyard Limited. Sa construction a impliqué la participation d'un grand nombre d'entreprises privées et publiques. Sa quille est posée par le ministre de la défense A.K. Antony le 28 février 2009.

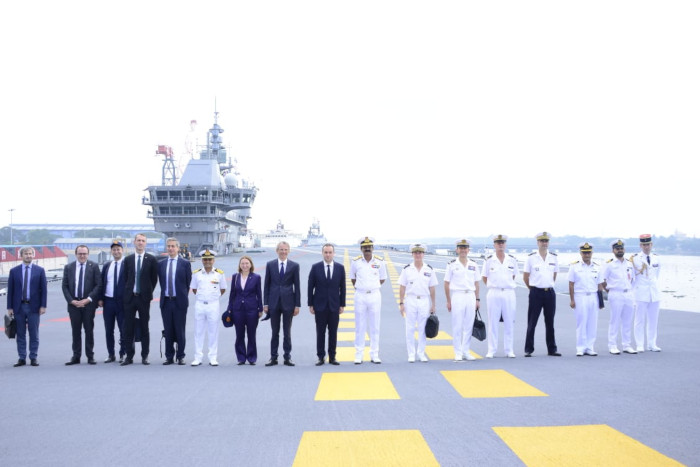
Le ministre Sébastien Lecornu visitant le Vikrant en 2022.

L’acier de qualité AB/A d’origine russe rencontrant des problèmes de livraison, le laboratoire de recherche métallurgique de la défense et la Steel Authority of India mettent en place des installations de fabrication d’acier de cette qualité en Inde,. 26 000 tonnes des trois types d’aciers spéciaux destinés à la coque, aux membrures et au pont d'envol sont produites à l’usine sidérurgique de Bhilai, à Chhattisgarh, et à l’usine métallurgique de Rourkela, à Odisha. Cela en fait le premier navire de la marine indienne à être construit entièrement en acier de fabrication nationale. Les commandes électriques, le mécanisme de timonerie et les portes étanches sont fabriqués par Larsen & Toubro à Bombay et Talegaon ; les systèmes de climatisation et de réfrigération à grande capacité sont fabriqués dans les usines du groupe Kirloskar à Pune ; la plupart des pompes sont fournies par Best et Crompton. Bharat Heavy Electricals fournit le système de gestion de plate-forme, installé par l’italien Avio ; les réducteurs sont fournis par Elecon Engineering et le câblage électriques par Nicco Industries. Fincantieri fournit des services de conseil pour la partie propulsion, et les installations aéronautiques sont conçues par le bureau d’études russe Nevskoye.
La quille de l'INS Vikrant a été posée par le ministre de la Défense AK Antony au Cochin Shipyard Limited le 28 février 2009,. Le navire est réalisé selon la méthode de construction par blocs, avec 874 blocs assemblés pour la coque. Au moment de la pose de la quille, 423 blocs pesant plus de 8 000 tonnes étaient déjà achevés. Le plan de construction originel prévoyait que le porte-avions soit lancé en 2010, date à laquelle il aurait dû déplacer environ 20 000 tonnes, la capacité maximale de la forme de construction employée. Après environ un an de travaux à quai, le porte-avions devait alors être lancé une fois tous ses composants principaux en place, y compris ceux situés sous la flottaison. L’installation des équipements serait ensuite continuée après le lancement. Le comité ministériel de la sécurité indique alors que les essais en mer doivent commencer en 2013, pour une admission au service actif en 2014.
Un retard de construction est constaté en mars 2011, la livraison des réducteurs étant retardée par leur fabricant, Elecon. Celui-ci indique avoir rencontré un certain nombre de difficultés techniques dues à la longueur des lignes d’arbre. D’autres problèmes s’y ajoutent, dont un accident avec un groupe électrogène diesel. En août 2011, le ministère de la défense informe le Lok Sabha que les travaux de construction de la coque du porte-avions sont achevés à 75%, et que le lancement pourrait avoir lieu en décembre 2011, après quoi d’autres travaux seraient poursuivis jusqu’à sa mise en service,. Le 29 décembre 2011, la coque achevée du navire, d’un déplacement de 14 000 tonnes, effectue sa première sortie de cale sèche. Il est alors prévu que les travaux d’aménagement intérieur et que la mise en place des apparaux de coque continuent jusqu’au second semestre de 2012, date à laquelle la coque serait à nouveau mise en cale sèche pour recevoir son système de propulsion et de génération d’énergie,.
En juillet 2012, le Times of India indique que la construction du Vikrant est à nouveau retardée de trois ans, le navire devant désormais être prêt à être mis en service en 2018. En novembre 2012, la chaîne d’information indienne de langue anglaise NDTV annonce que le coût du porte-avions a augmenté, et que sa livraison est retardée d’au moins cinq ans, la livraison à la marine indienne ne pouvant intervenir qu’après 2018, au lieu de 2014 comme initialement prévu. Les travaux commencent ensuite sur la prochaine étape de construction, qui comprend l’installation du système de propulsion, de la superstructure, des ponts supérieurs, du câblage, des capteurs et des systèmes d’armes.
En juillet 2016, la cour des comptes indiennes publie un plan de 2014, fourni par Cochin Shipyard Limited, indiquant une date d’achèvement en 2023, bien que la Marine espère mettre le navire partiellement en service avant cette date.

### Lancement

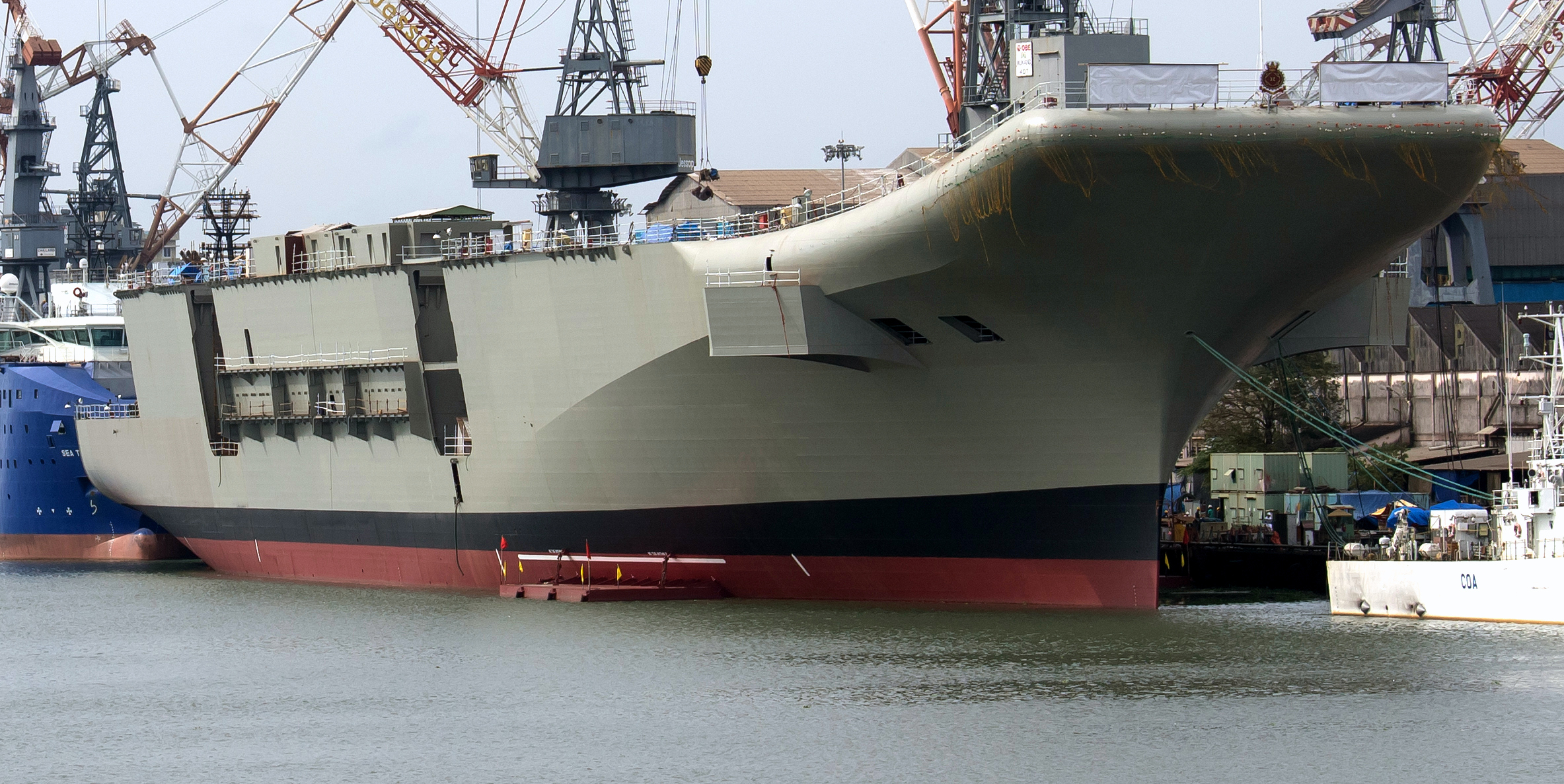
Le Vikrant lors de sa mise à l’eau le 12 août 2013.

En juillet 2013, le ministre de la Défense, A.K. Antony annonce que le lancement du Vikrant aura lieu le 12 août à Cochin. L’évènement a lieu à la date prévue, la marraine du navire étant la femme du ministre, Elizabeth Antony. Il est alors prévu que les essais à la mer puissent commencer à mi-2017, pour une mise en service à fin 2018.
Lors de sa mise à l’eau, le porte-avions est achevé à environ 83% pour les travaux de fabrication, et 75% pour les travaux de construction. 90% de la coque du porte-avions a été conçue et fabriquée en Inde, environ 50% de son système de propulsion et environ 30% de son armement. L’évènement est l’occasion d’annoncer que le navire sera équipé d’un système de missiles à longue portée avec radar multifonction et d’un système d'armes rapproché. Après son lancement, le Vikrant est mis à quai pour sa deuxième phase de construction, au cours de laquelle il doit recevoir ses armes et capteurs, son système de propulsion, son pont d'envol et ses installations aéronautiques.

### Poursuite de la construction

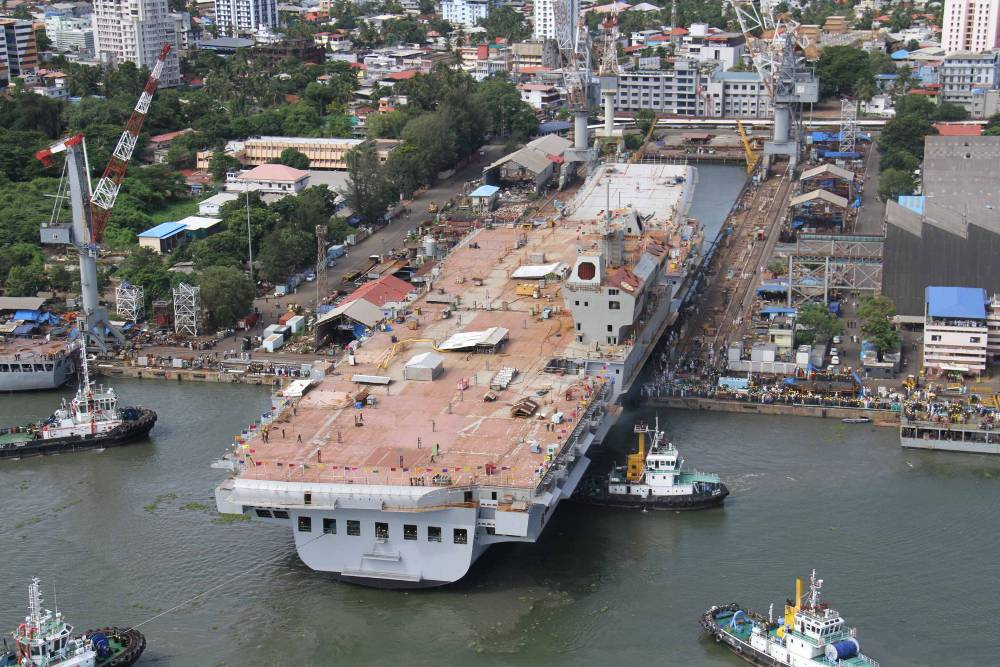
Le Vikrant en sortie de bassin le 10 juin 2015.

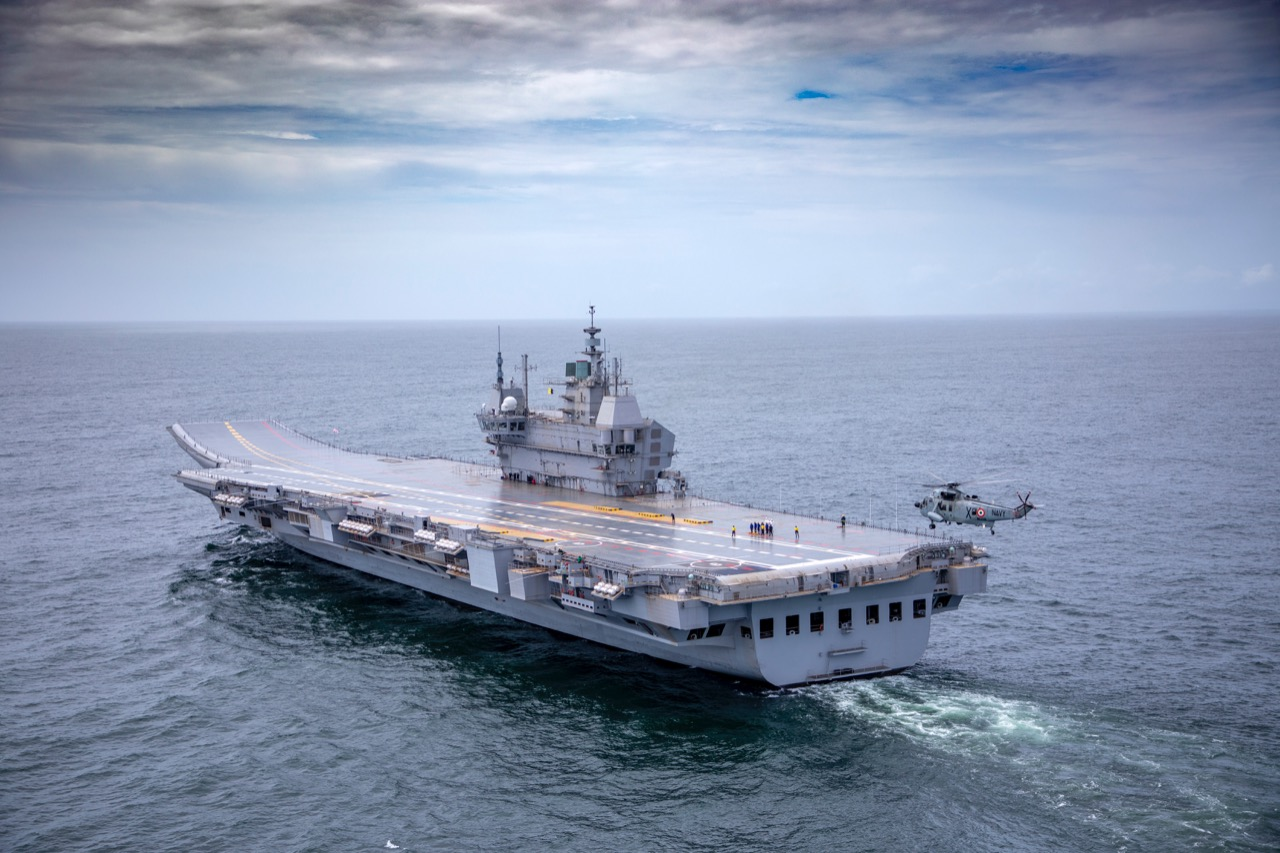
IAC-1 Vikrant lors des essais en mer, août 2021

Le Vikrant sort de bassin le 10 juin 2015 après l’achèvement des travaux de structure. Il est alors prévu que les travaux de câblage, de tuyauterie, de chauffage et de ventilation soient terminés d’ici 2017, les essais à la mer commençant ensuite. En octobre 2015, la construction de la coque est achevée à près de 98% et la construction du pont d’envol est en cours. L’installation des machines, de la tuyauterie et des arbres d'hélice se poursuit en janvier 2016, malgré le retard pris dans la livraison d'équipement en provenance de Russie pour les installations aéronautiques. En mai 2017, ces retards sont résolus et l’armement du porte-avions est achevé à 62%, les essais des systèmes auxiliaires étant prévus pour la fin de 2017.
En 2018, la mise en service du porte-avions est prévue pour fin 2020. Les retards d’approvisionnement bloquant la poursuite de la construction sont résolus en janvier 2018, ce qui permet d’espérer une livraison à la Marine en décembre de la même année. Deux ans d’essais à la mer préluderaient alors à une mise en service du Vikrant en octobre 2020. La date de livraison est ensuite repoussée à 2021. Retardés par l'épidémie de COVID 19, les essais en mer se poursuivent en 2021 pour une mise en service le 28 juillet 2022.

## Historique du service

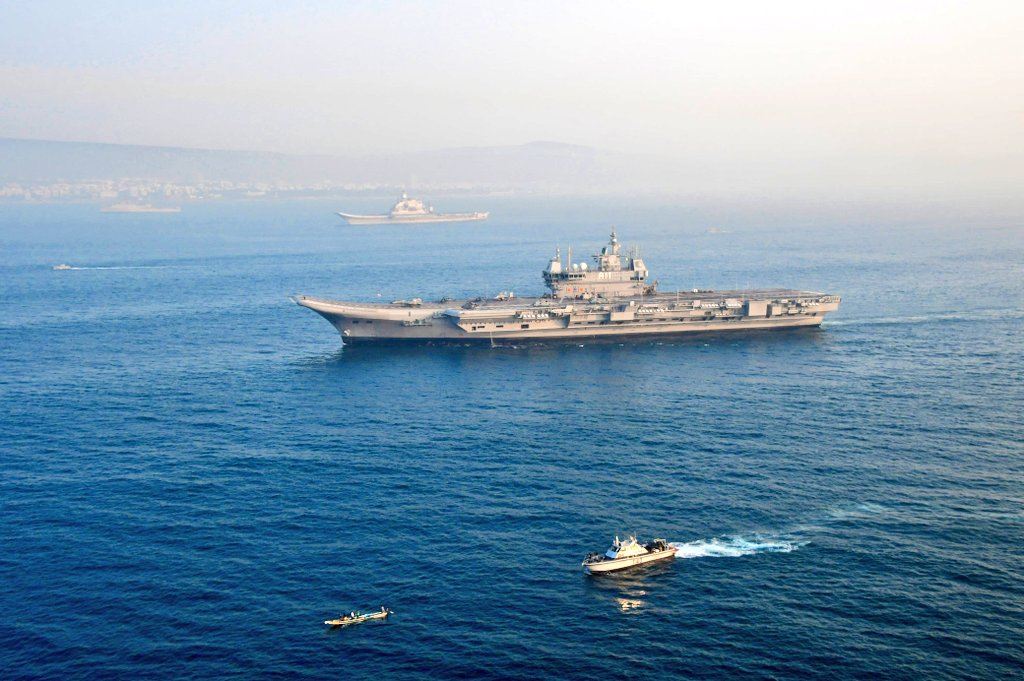
Les deux porte-avions lors de Milan 2024.

En février 2023, il reçoit ses avions Mig-29 et HAL Tejas. Il doit aussi accueillir des Rafales marine en 2028.
En février 2024 il participe avec le Vikramaditya à l'Exercice naval multilatéral Milan. En décembre 2024 le Vikrant est déclaré pleinement opérationnel et opère dans le cadre de la Flotte ouest.